# Copa CECAFA 2019
La Copa CECAFA 2019 fue la 40.ª edición de la Copa CECAFA, una competición internacional de fútbol en que participa los equipos nacionales de las naciones miembro del Consejo de Asociaciones de Fútbol para el Este y Centro de África (CECAFA). Se realizó en Uganda del 7 al 19 de diciembre de 2019.

## Participantes
Los siguientes equipos participaron en el torneo. Etiopía, República Democrática del Congo y Sudán del Sur se retiraron del torneo en diciembre de 2019.
| Selección | Ranking FIFA (noviembre de 2019) |
| --------- | -------------------------------- |
| Burundi   | 151                              |
| Yibuti    | 184                              |
| Eritrea   | 205                              |
| Kenia     | 111                              |
| Somalia   | 196                              |
| Sudán     | 128                              |
| Tanzania  | 134                              |
| Uganda    | 77                               |
| Zanzíbar  | N/A                              |

## Árbitros[3]
| - Mfaume Nassoro - Thierry Nkurunziza - Anthony Ogwayo - Ali Sabilla - Omar Abdulkadir Artan - Mohamed Diraneh Guedi - Tsegay Teklu Mogos - Sabri Mohamed Fadul | - Ferdinand Chacha - Nagi Subahi Ahmed - Joshua Achilla - Musa Balikoowa - Bashir Sheikh Suleiman - Liban Abdirazack Ahmed - Eyobel Michael Ghebru |

## Sede
| Ciudad    | Kampala        |
| Estadio   | Lugogo Stadium |
| Capacidad | 3.000          |